# Кешьюш, Салим
Салим Кешьюш (фр. Salim Kechiouche) — французский актёр театра и кино.

## Биография
Салим Кешьюш родился 2 апреля 1979 года во французском городе Лион, в бедной алжирской семье. Когда Салиму было 15, он был замечен французским режиссёром Гаэлем Морэлем, который дал Кешьюшу роль в своём первом полнометражном фильме «Полный вперед» (фр. À toute vitesse). С тех пор актёр сыграл ещё в нескольких фильмах Мореля: «Первый снег» (fr:Premières Neiges фр. Premières neiges 1999), «Клан» (fr:Le Clan фр. Le clan 2004) и «Жизнь после него» (фр. Après lui 2007).
Будучи подростком, Салим рассматривал актёрское ремесло не более чем просто игру, однако работа с Морэлем, а также опыт работы с Франсуа Озоном в фильме «Криминальные любовники» (фр. Les Amants criminels) развили в нём страсть к этой профессии и он решил сделать карьеру в этой области: он поступает в актёрскую школу и заканчивает её в 2002 году.
С четырнадцатилетнего возраста актёр занимается боксом. В 1998 он стал чемпионом Франции по кикбоксингу. В 1999 и 2002 годах Салим занимал второе место на чемпионате по тайскому боксу. Его спортивные навыки использовали режиссёры — так он играл боксёра в драме Франсуа Озона «Криминальные любовники», а в фильме Гаэля Мореля «Клан» он исполнил Капоэйру .
В 2005 году вместе с Амандой Лир Салим снялся в короткометражном фильме «Жиголо» (Gigolo), который был номинирован на «Золотого Медведя» на Берлинском кинофестивале. Салим сыграл парня-проститутку, который пытается вернуть свою жизнь в нормальное русло и справиться со внутренней страстью к саморазрушению. Он плохо понимает что происходит вокруг, мир для него словно рушится. Он никого не подпускает к себе и начинает подсаживаться на наркотики. Даже влюблённая в него богатая вдова не в силах помочь ему.
С 2004 года актёр начал играть в театре. Одной из самых известных его сценических работ стала роль Джузеппе Пелози, убийцы и любовника знаменитого итальянского режиссёра Пазолини в спектакле «Жизнь и смерть Пьера Паоло Пазолини» (Vie et mort de Pier Paolo Pasolini). В том же году по этой пьесе был снят одноимённый телевизионный фильм с участием Салима Кешьюша.
Среди множества актёрских работ последних лет также выделяются роль араба Месира в фильме 2004 года «Высшая школа». Фильм был поставлен по одноимённой драме 1995 года, написанной французским театральным драматургом и переводчиком Жаном-Мари Бэссетом о классовых, сексуальных и культурных различиях современного общества Франции. По фильму, персонаж Салима, (простой рабочий арабского происхождения по имени Месир) по его словам, был «Чёрной овцой» — ведь он, в отличие от всех остальных героев, не имеет благородного происхождения и всегда сам зарабатывает себе на жизнь. Он единственный, кто занимается чем-то настоящим, чем-то действительно нужным и полезным, в то время как персонажи Грегори Баке, Алис Тальони, Жослина Киврена и Элоди Наварр не видя реального мира, учатся на тех, кто в будущем будет этим миром управлять. Они — Элита.
Также Салим работал с Клаудией Кардинале и Антонином Стэли в картине тунисского режиссёра Мехди Бен Атиа «След нашей тоски» (или в переводе с французского «Нить»), рассказывающей историю о том, как встретились те, кого судьба связала «невидимой красной нитью». Встретились несмотря на все социальные, религиозные и расовые предрассудки.
В фильме режиссёра Абделатифа Кешиша «Жизнь Адель» Кешьюш сыграл роль Самира — молодого, не слишком удачливого актёра, безнадёжно влюблённого в героиню Адель Экзаркополос.

### Модельная карьера
С самого начала актёрской карьеры Салима, некоторые художники и фотографы выражали большой интерес в том, чтобы запечатлеть Салима в своих работах. Кешьюш позировал известным фотографам и художникам Пьеру и Жилю в их работах, относящихся к фильму «Криминальные любовники». В 2003 году Юсеф Набил (Youssef Nabil) изобразил Салима в своих картинах, связанных с фильмом «Жизнь и смерть Пьера Паоло Пазолини». В 2005 году Мишель Жилиберти (Michel Giliberti) с уважением продемонстрировал «тёмную сторону» Салима в десятках своих картин. Также Салим позирует для различных глянцевых журналов и в рекламных фотосессиях.
Сейчас актёр живёт в Париже и продолжает играть в театре и сниматься в кино.

## Фильмография
| Год       |     | Русское название               | Оригинальное название              | Роль                  |
| --------- | --- | ------------------------------ | ---------------------------------- | --------------------- |
| 2019      | ф   | Мектуб, моя любовь 2           | Mektoub, My Love: Intermezzo       | Тони                  |
| 2017      | ф   | Мектуб, моя любовь             | Mektoub, My Love: Canto Uno        | Тони                  |
| 2013      | ф   | Париж любой ценой              | Paris à tout prix                  | Мехди                 |
| 2013      | ф   | Жизнь Адель                    | La vie d'Adèle - Chapitres 1 et 2  | Самир                 |
| 2011      | кор |                                | Bruleurs                           |                       |
| 2011      | кор | Харам                          | Haram                              |                       |
| 2011      | кор |                                | Marriage Blues                     |                       |
| 2009—2010 | с   | Истории жизней                 | Histoires de vies                  | Карим                 |
| 2009      | ф   | След нашей тоски               | Le fil                             | Билал                 |
| 2008      | тф  |                                | Fortunes                           |                       |
| 2008      | кор |                                | Fatoush                            | паспортный контроллёр |
| 2007      | ф   | Жизнь после него               | Après lui                          |                       |
| 2007      | ф   | Встреча после разлуки          | Nos retrouvailles                  | Карим                 |
| 2006      | док | Париж 2010: Великое наводнение | Paris 2010: La grande inondation   | Малик                 |
| 2006      | ф   | На следующий год               | L'année suivante                   |                       |
| 2005      | ф   | Синематон                      | Cinematon                          | играет самого себя    |
| 2005      | кор | Время умирать                  | Temps morts                        |                       |
| 2005      | кор | Жиголо                         | Gigolo                             | Карим                 |
| 2004      | тф  | Жизнь и смерть Пазолини        | Vie et mort de Pier Paolo Pasolini | Джузеппе Пелози       |
| 2004      | ф   | Клан                           | Le clan                            | любовник Оливера      |
| 2004      | ф   | Высшая школа                   | Grande école                       | Месир                 |
| 1999      | тф  | Первый снег                    | Premières neiges                   | Касем                 |
| 1999      | ф   | Криминальные любовники         | Les amants criminels               | Саид                  |
| 1996      | ф   | Полный вперед                  | À toute vitesse                    | Жамель                |